# Kanzel (Les Nouillers)

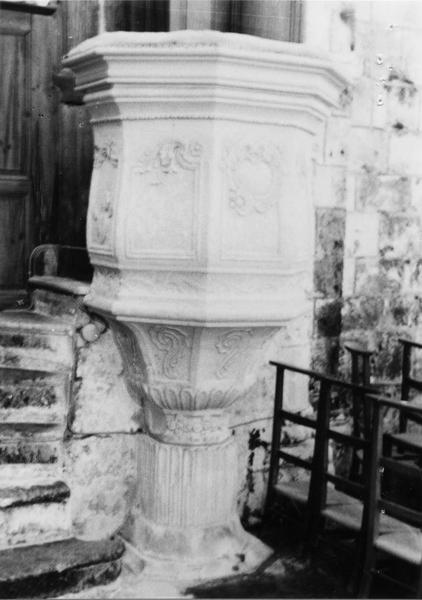
Kanzel in Les Nouillers

Die Kanzel in der Kirche St-Pierre in Les Nouillers, einer französischen Gemeinde im Département Charente-Maritime der Region Nouvelle-Aquitaine, wurde im 18. Jahrhundert geschaffen. Die Kanzel aus Stein wurde 1984 als Monument historique in die Liste der geschützten Objekte (Base Palissy) in Frankreich aufgenommen.
Der Kanzelfuß und der Kanzelkorb sind reich mit floralem Dekor geschmückt. Der später entstandene Schalldeckel wurde aus Holz gefertigt.